# Palazzo del Governo (Kastamonu)
Il Palazzo del Governo di Kastamonu (in turco Kastamonu Hükümet Konağı)  è un edificio amministrativo di Kastamonu, in Turchia, inaugurato nel 1901.
Il progetto fu preparato dall'architetto Vedat Tek, il quale, insieme a Mimar Kemaleddin, è stato una delle due figure guida del Primo movimento architettonico nazionale turco (in turco Birinci Ulusal Mimarlık Akımı). Tek era figlio di Sırrı Pascià, che fu anche governatore di Kastamonu. L'edificio, costruito nello stile dell'architettura neoclassica turca con 3 piani in pietra tagliata e muratura, fu inaugurato nel 1901 dal governatore Enis Pascià. L'edificio è tuttora utilizzato come palazzo del governo, oltre che come museo della città.

## Ubicazione
L'edificio si trova al numero 20/1 di 10. Aralık Caddesi  nel quartiere di Cebrail a Kastamonu.

## Storia
La prima menzione degli edifici del palazzo di Kastamonu si trova nei registri della sheriyya del XVII secolo. La struttura del palazzo menzionata in questi registri fu utilizzata con alcune aggiunte e riparazioni fino all'incendio del 1833. Il palazzo governativo in legno, costruito dopo questa data e utilizzato fino al 1900, fu demolito perché inutilizzabile a causa della sua vetustà. Il progetto del nuovo palazzo governativo fu affidato a Vedat Tek. La cerimonia di inaugurazione del palazzo, la cui costruzione fu completata il primo settembre 1901, coincise con le celebrazioni del venticinquesimo anniversario dell'incoronazione di Abdul Hamid II.
 L'edificio fu inaugurato dal governatore Enis Pascià. Nel 2015 l'edificio storico è stato sottoposto a lavori di restauro.

## Architettura

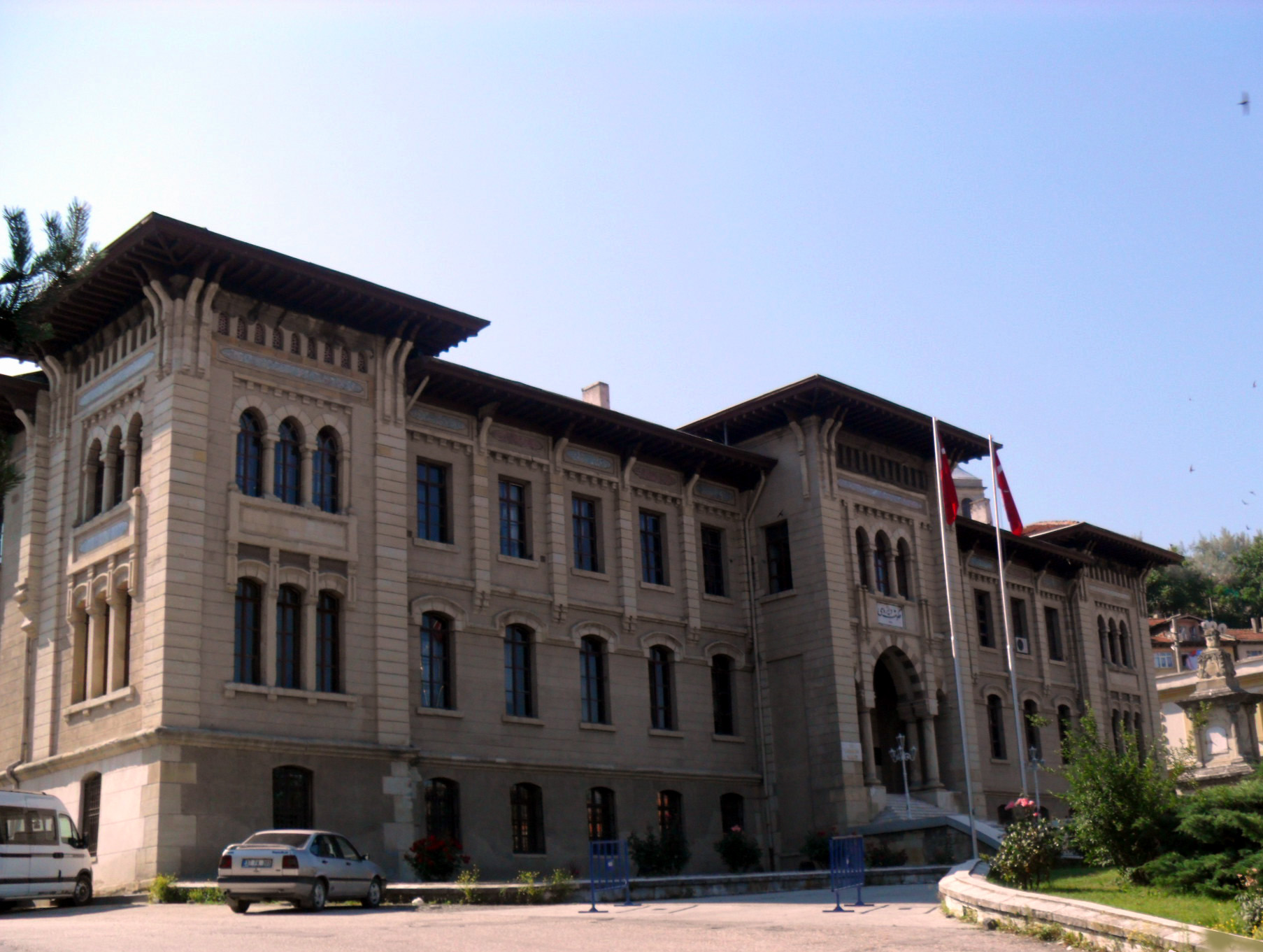
Vista del palazzo

Il Palazzo del Governo è una costruzione in muratura di 3 piani a pianta rettangolare, composta da due piani sopra un piano seminterrato rialzato. Lo schema planimetrico prevede un ampio corridoio che si estende lungo l'edificio e stanze su entrambi i lati. L'edificio si trova su un terreno in pendenza. La facciata anteriore domina completamente la Piazza della Repubblica (in turco Cumhuriyet Meydani). Il progetto dell'edificio segue gli schemi e le regole accademiche tipiche degli edifici ufficiali costruiti in Europa in quegli anni; tuttavia, Vedat Tek propose una formula che indica dove e come utilizzare determinate forme di arco e come progettare gli edifici pubblici ottomani.
Nella sezione d'ingresso dell'edificio è ricavato un ingresso a portico con piccoli archi su entrambi i lati e un grande arco a sesto acuto al centro. L'ingresso all'edificio è costituito da un'alta scalinata. Questa scalinata, che ha un'altezza pari a circa due piani, dimostra che Vedat Tek ha trasformato il classico motivo del “podio” in un elemento di progettazione il quale conferisce all'edificio un'inaspettata monumentalità. Elementi come la disposizione dell'edificio sul terreno, l'effetto dato dal terreno in pendenza e la scalinata d'ingresso alta un piano accrescono la monumentalità dell'edificio.

## Museo storico della città
Dal 2002, nel piano terra del palazzo è ospitato il Museo della Storia della Città; con ciò, Kastamonu è stata una delle prime città turche a realizzare un archivio storico locale. Il museo della città, istituito con i documenti e gli oggetti donati dalla popolazione con le iniziative del Governatorato dell'epoca, fornisce servizi di archivio digitale e tutti i tipi di materiale fotografico, libri e informazioni d'archivio su Kastamonu.